# Британска библиотека
Британската библиотека (на английски: British Library) в Лондон е националната библиотека на Великобритания. Със сбирката си от 150 милиона единици, включително 25 милиона книги, е на 2-ро място в света след Библиотеката на Конгреса.
Библиотеката става самостоятелна организация през 1973 година, когато е отделена от основания през 1753 година Британски музей. През 1983 година към нея е присъединен и Националния звуков архив. Още през 1757 година крал Джордж II дава на библиотеката на Британския музей право на безплатно копие от всички нови издания в страната. Със закон от 1911 година тя отново получава това право, заедно с пет други библиотеки. Британската библиотека има право на задължително копие и от изданията в Република Ирландия.
Сред най-ценните предмети, съхранявани в библиотеката са копие на Диамантената сутра, най-старата известна печатна книга в света, две копия на Гутенберговата Библия, две копия от 1215 година на Великата харта на свободите, единственото ръкописно копие на поемата Беоулф. Британската библиотека разполага и със значителна колекция от старобългарски книги, сред които са Четвероевангелието на цар Иван Александър и Видинското евангелие.